# Doc Powell
Doc Powell est un guitariste et compositeur de jazz américain. 

## Biographie
Il est né et a grandi à Spring Valley, dans l'État de New York et a étudié à l'université de Charleston. Il a travaillé aux côtés de Wilson Pickett, qui l'a choisi pour être son directeur musical. Il l'a été également pour Luther Vandross et a collaboré avec de nombreux artistes soul et jazz de prestige, parmi lesquels Stevie Wonder, Bob James, Grover Washington, Jr., Aretha Franklin, Quincy Jones et Teddy Pendergrass. Son 1er album, paru en 1987, Love Is Where It's At, a obtenu une nomination aux Grammy Awards dans la catégorie R&B instrumental pour sa reprise de What's Going On de Marvin Gaye.

## Discographie
- Love Is Where It's At (1987)
- The Doctor (1992)
- Laid Back (1996)
- Inner City Blues (1996)
- Don't Let the Smooth Jazz Fool Ya (1997)
- I Claim The Victory (1999)
- Life Changes (2001)
- 97th and Columbus (2003)
- Cool Like That (2004)
- Doc Powell (2006)